# In Person at the Whisky a Go Go
In Person at the Whisky a Go Go är ett musikalbum av Otis Redding som lanserades 1968. Albumet är inspelat live på Los Angeles-klubben Whisky a Go Go i april 1966. Albumet släpptes tio månader efter att Redding förolyckats i en flygolycka 1967. Live in Europe från 1967 var Reddings enda konsertalbum som hann släppas under hans livstid. På det albumet medverkade Booker T. and the M.G.'s som musiker, men på det här backas Redding upp av de musiker han vanligtvis spelade på konsert med. Bruce Eder har i sin recension av albumet på Allmusic påpekat att detta ger en mer autentisk bild av hur Redding lät under konsert. I Storbritannien gavs albumet ut med titeln At The Whisky A Go Go Los Angeles, och omslaget var annorlunda än det amerikanska.

## Låtlista
(kompositör inom parentes)
1. "I Can't Turn You Loose" (Otis Redding) - 4:45
2. "Pain in My Heart" (Naomi Neville) - 2:13
3. "Just One More Day" (Steve Cropper, Redding, Smokey Robinson) - 5:25
4. "Mr. Pitiful" (Cropper, Redding) - 2:07
5. "(I Can't Get No) Satisfaction" (Mick Jagger, Keith Richards) - 4:37
6. "I'm Depending On You" (Redding) - 3:02
7. "Any Ole Way" (Cropper, Redding) - 2:24
8. "These Arms of Mine" (Redding) - 4:01
9. "Papa's Got a Brand New Bag" (James Brown) - 4:45
10. "Respect" (Redding) - 2:05

## Listplaceringar
- Billboard 200, USA: #82[2]
- Billboard R&B Albums: #7